# Kategoriální sloveso
Kategoriální sloveso (anglicky light verb) je sloveso, které se používá ve složeném slovesně-jmenném přísudku (verbonominální predikát). Nejde o přísudek jmenný se sponou. Kategoriální sloveso samo se příliš nepodílí na významu celého přísudku; hlavní význam mu propůjčuje jmenná složka. Kategoriální sloveso však přispívá slovesnými mluvnickými kategoriemi osoby, čísla, času aj.
Českým příkladem kategoriálního slovesa je mít ve spojení mít strach. V jiných kontextech ovšem toto sloveso funguje jako způsobové (to by neměl dělat) nebo plnovýznamové (nemám dost peněz). Anglickým příkladem je třeba sloveso take ve spojení take a nap (dát si šlofíka, zdřímnout si).
V některých jazycích je používání kategoriálních sloves velmi rozšířené a pokrývá mnohé významy, pro které má čeština samostatné sloveso. Např. hindské sloveso करना karnā samo o sobě lze přeložit jako dělat, ale používá se v řadě spojení jako आराम करना ārām karnā (odpočívat, dělat odpočinek); इंतज़ार करना intazār karnā (čekat, dělat čekání); कोशिश करना kośiś karnā (pokusit se, udělat pokus).

## Název
Termín kategoriální sloveso užívá akademická Mluvnice češtiny (Daneš F., Grepl M., Hlavsa Z., 1987) a další významné referenční příručky jako Skladba češtiny (Grepl M., Karlík P., 1998) a Encyklopedický slovník češtiny (Karlík P. et al., 2002). Můžeme se setkat i s pojmem podpůrné sloveso (kalk z francouzského verbe support), případně funkční sloveso (z německého Funktionsverb), operační sloveso aj. Termín lehké sloveso (doslovný překlad anglického light verb) se v češtině nepoužívá.